# Masdevallia leonardoi
Masdevallia leonardoi är en orkidéart som beskrevs av Carlyle August Luer. Masdevallia leonardoi ingår i släktet Masdevallia och familjen orkidéer. Inga underarter finns listade i Catalogue of Life.